# 袁枢 (南朝)
袁枢（517年—567年1月26日），字践言，陈郡阳夏县（今河南省太康县）人，中国南朝梁南朝陈大臣，陈文帝时尚书左仆射。袁枢是南梁宰相袁昂之孙，袁敬兄吴郡太守袁君正之子。

## 生平
袁枢美仪容，性格冷静沈着，喜欢读書，手不释卷。家本显贵多資産，杜门自居少交際，除娶公事很少出遊，对荣华名利采取淡如態度。南梁初任秘書郎，历任太子舍人、轻車河東王主簿、安前邵陵王府功曹史、中軍宣城王府功曹史。侯景之乱爆发，因为父亲去世袁枢回到吴郡服喪。当时四方扰乱，袁枢独居守丧，因孝闻名。侯景之乱被平定，王僧辩镇守京城建康、读书人争求官位，袁枢在家中静居，不求闻达之事。
梁敬帝紹泰元年（555年）应征召担任給事黄門侍郎。就任後，受員外散騎常侍之位，兼侍中。紹泰二年（556年）兼吏部尚書。当年出任吴興郡太守。南陈永定二年（558年），召還建康为左民尚書。就任後侍中转任，主持選举事務。尚书右仆射到仲举虽参掌选事，但是袁枢长期典掌选举。永定三年（559年）转任都官尚書。
袁枢博览強記，熟悉旧章故制。陳霸先長女先嫁给陳留郡太守钱蕆，生子钱岊。梁代灭亡，陳朝建国追封为永世公主。将改葬时，尚书議論请加钱蕆为駙馬都尉之官，钱岊也贈官。袁枢以杜預娶司馬懿之次女高陵宣公主、王茂璋娶梁武帝蕭衍之妹新安穆公主为例，说明早亡的皇女追封公主，她的丈夫不宜加官駙馬都尉。主張公主生的儿子追贈亭侯。議論采纳袁枢的意見。
天嘉元年（560年）代行吏部尚書。天嘉三年（562年），正式担任吏部尚書。兼右軍将軍。天嘉五年（564年），领丹阳尹，加散騎常侍之位。天嘉六年（565年），再任吏部尚書。天康元年（566年），陳废帝即位，袁枢担任尚書左僕射。光大元年（567年）正月，袁枢去世。享年五十一岁。追贈侍中、左光禄大夫。谥号簡懿。有文集十卷通行当時。